# Bloody Kisses
Bloody Kisses is het derde album van de Amerikaanse gothicmetalband Type O Negative. Het album is uitgebracht op 17 augustus 1993.

## Tracklist
| Nr. | Titel                                 | Duur  |
| --- | ------------------------------------- | ----- |
| 1.  | Machine Screw                         | 0:40  |
| 2.  | Christian Woman                       | 8:58  |
| 3.  | Black No.1 (Little Miss Scare-All)    | 11:15 |
| 4.  | Fay Wray Come Out and Play            | 1:03  |
| 5.  | Kill All the White People             | 3:24  |
| 6.  | Summer Breeze                         | 4:49  |
| 7.  | Set Me On Fire                        | 3:30  |
| 8.  | Dark Side of the Womb                 | 0:28  |
| 9.  | We Hate Everyone                      | 6:52  |
| 10. | Bloody Kisses (A Death in the Family) | 10:56 |
| 11. | 3.0.I.F.                              | 2:06  |
| 12. | Too Late: Frozen                      | 7:51  |
| 13. | Blood & Fire                          | 5:33  |
| 14. | Can't Lose You                        | 6:07  |

### Bonus CD
| Nr. | Titel                                           | Duur |
| --- | ----------------------------------------------- | ---- |
| 1.  | Suspended In Dusk                               | 8:40 |
| 2.  | Black Sabbath                                   | 7:52 |
| 3.  | Black Sabbath (From The Satanic Perspective)    | 7:48 |
| 4.  | Christian Woman [Edit]                          | 4:28 |
| 5.  | Christian Woman (Butt-Kissing Sell-Out Version) | 4:28 |
| 6.  | Black No. 1 [Edit]                              | 4:40 |
| 7.  | Blood & Fire (Out Of The Ashes Mix)             | 4:38 |
| 8.  | Summer Breeze (Rick Ruben Mix)                  | 4:57 |